# یحیی حاتمی
یحیی حاتمی، مشهور به یحیی قوام‌الدوله‌ای (زادهٔ ۱۲۴۷ – درگذشتهٔ ۱۳۱۴) موسیقی‌دان و نوازندهٔ تار اهل ایران بود.

## زندگی هنری
یحیی حاتمی در سال ۱۲۴۷ ه‍. خ متولد شد. خانوادهٔ او نواختنِ ساز را کسرِ‌شأن می‌دانستند، با این حال وی به موسیقی گرایش داشت و برای فراگیری ساز تار نزد آقا حسینقلی رفت. او در نوازندگی بسیار پیشرفت کرد تا جایی که به سمتِ خلیفه‌گری کلاس رسید و آقا حسینقلی، آموزش و تحویل درس‌های کلاس را به عهدهٔ او می‌گذاشت. آقا حسینقلی همچنین وصیت کرد که یحیی قوام‌الدوله‌ای آموزش موسیقیِ فرزند کوچکش، عبدالحسین شهنازی را بر عهده بگیرد، او نیز در آموزش به عبدالحسین شهنازی کوشش بسیار نمود. یحیی حاتمی از نواختن در حضور مردم و ضبط صفحه‌های موسیقی خودداری می‌کرد اما به دلیل آشنایی‌اش با صفاعلی ظهیرالدوله، در کنسرت‌های انجمن اخوت، به سرپرستی درویش‌خان به نوازندگی تار می‌پرداخت. یحیی حاتمی، آموزش موسیقی و تارِ فرزند خود، «شاپور حاتمی» را به عبدالحسین شهنازی سپرد که بعدها یکی از موسیقی‌دانان سرشناس شد.
یحیی حاتمی در سال ۱۳۱۴، در سن ۶۷ سالگی درگذشت.